# Asociace realitních kanceláří ČR
Asociace realitních kanceláří České republiky (ARK ČR) občanské sdružení založené v roce 1991, (v souladu s platnou legislativou od 1.1. 2014 registrována jako spolek) sdružující odborníky a podnikatele z realitního trhu České republiky. Asociace se zabývá především legislativní úpravou realitní činnosti a celoživotním vzděláváním obchodníků. Členem asociace se mohou stát fyzické nebo právnické osoby, které provozují činnost v oblasti realit. Členové se musí řídit Etickým kodexem realitního makléře.
Činnost ARK ČR je zaměřena zejména na zákonné úpravy provozování realitní činnosti a profesní vzdělávání makléřů.
Významný je přínos pro laickou veřejnost v podobě osvěty a informování o základních atributech realitních transkací a změnách na trhu (Průkaz energetické náročnosti budovy, Daň z nabytí nemovitých věcí atd.).
ARK ČR vydává pravidelný měsíčník o aktuální problematice na trhu (Realitní magazín ARK ČR), který je určen pro odbornou i lacikou veřejnost a k dispozici je zdarma v elektronické podobě.

## Hlavní orgány asociace
- Valná hromada - je nejvyšší orgán složený ze všech členů, který volí Asociační radu
- Prezident - JUDr. Miroslav Duda, spol. DUDA SVD
- Asociační rada - je sedmičlenný statutární orgán Asociace, který ze svého středu volí Prezidenta a Viceprezidenta
- Dalšími členy Asociační rady jsou - Tomáš Duda - spol. Professionals s.r.o., Ing. Tomáš Matras - spol. MATRAS&MATRAS, Mgr. Jaromír Dvořák - spol. Real Spektrum, Jan Doksanský - spol. RE/MAX Česká republika, Robert Hanzl, spol. NEXT REALITY GROUP, a.s.
- Generální sekretář - je výkonný orgán Asociace, aktuálně Ing. arch. Jan Borůvka
- Dozorčí rada